# Emma Thiollier
Pour les articles homonymes, voir Thiollier.
Marie, Claude, Emma, Thiollier (Saint-Étienne, 12 octobre 1875 - 27 septembre 1973) est une artiste sculpteur et peintre française.

## Biographie
Emma Thiollier est née et vécut à Saint-Étienne. Élevée à Paris dans un environnement artistique exceptionnel grâce à son père, Félix Thiollier (amateur d'art, collectionneur et photographe) et sa mère Cécile Testenoire-Lafayette qui recevaient et soutenaient de nombreux artistes et peintres.
Son père s’installa plusieurs années à Paris pour assurer les études d’Emma et de ses 3 frères. Elle s’inscrivit aux cours de dessin de Paul Jean Flandrin, et à l’Académie Julian où Jean-Paul Laurens enseignait, suivit l’enseignement de la sculpture d’Emmanuel Frémiet et travailla avec Paul Landowskiet Léon Malsert.
Elle fut le modèle préféré de son père, qui la photographia dès ses premières années, et pendant une quarantaine d’année. Elle participa beaucoup à son travail et fut tout au long de sa carrière très entourée par ses maitres et amis: Paul Borel, Jean-Paul Laurens et ses fils, Auguste Ravier, Émile Noirot, Paul Jean Flandrin, François Guiguet, François Simon, Louis Janmot, Charles Beauverie, etc. qui, à leur tour, la prirent souvent pour modèle en peinture.
Sa création ralentit à la mort de son père en 1914. Elle fut alors appelée à soigner les blessés de guerre dans la clinique de son frère Maurice Thiollier à Saint-Étienne, pendant que celui-ci, médecin militaire, était au front ainsi que son autre frère Philippe.
Elle s’occupa de sa mère jusqu’en 1933. Puis elle vécut très proche de ses nombreux neveux et nièces, gardant malgré tout, une vie artistique, participant même à différentes expositions.
Elle conserva de nombreux contacts auprès d’amis qui aimaient lui rendre visite à la campagne ou correspondre avec elle.
Elle était animée d’une foi et d’une humanité profondes qu’elle exprimait dans ses œuvres: portraits et sculptures de femmes au travail, à la campagne et à la ville, d’enfants, de thème religieux….
Elle mourut quelques jours avant ses 98 ans.

## Expositions
Elle exposa régulièrement :
- Salon des artistes français ;
- Société Lyonnaise des Beaux-Arts ;
- Société des artistes indépendants, (S.A.I.) ;
- Société nationale des beaux-arts, (S.N.B.A.).

Elle réalisa également des œuvres pour des édifices religieux :
- porte de tabernacle à la cathédrale Saint-Charles-Borromée de Saint-Étienne ;
- statue de Saint-Joseph à l'église de Pommiers-en-Forez ;
- monument aux Morts de Montverdun-en-Forez ;
- Sainte-Thérèse-de-Lisieux à l'église [3].
- Saint Nicaize à Reims. https://www.lesamisdesaintnicaiseducheminvert.com/media/artistes/Saint-Nicaise-EmmaTHIOLLIER.pdf

Après sa mort ses œuvres furent présentées dans diverses expositions :
- en 1984-85 : "Saint-Étienne et le Forez, vus par les peintres" ;
- en 1986 : Rétrospective de l'ensemble de son œuvre, par Daniel Pouget au musée d'Allard à Montbrison ;
- en 2012 : "1917", "Profils de Poilus", musée Metz-Pompidou.

## Source
- « Emma Thiollier, Peintre-Sculpteur Forézien » mémoire de maitrise de Marie-Pierre Maniquet.
- Christine Boyer-Thiollier. Notice biographique in "Le symbolisme, de Puvis de Chavannes à Fantin-Latour" Musée Dini, Villefranche sur Saône, 2010.